# Ceratoxanthis iberica
Ceratoxanthis iberica is een vlinder uit de familie bladrollers (Tortricidae). De wetenschappelijke naam is voor het eerst geldig gepubliceerd in 1992 door Baixeras.
De soort komt voor in Europa.